# Roca d'en Punsola
La Roca d'en Punsola es troba a Cabrera de Mar (el Maresme), la qual rep el seu nom del poeta mataroní Josep Punsola i Vallespí.
És una roca envoltada de pins amb copa ampla i aplanada, i a on cada any, fins al 1999, se celebrava un campament que homenatjava el poeta. Aquesta roca, on el poeta s'havia assegut molts cops, conté alguns del seus poemes reproduïts en lloses de marbre. Diuen que sovint venia a seure en aquest grup de roques i que molts dels seus versos estan inspirats en aquest paratge. El turó que hi ha uns metres més amunt ha rebut també el seu nom.
Hi ha diversos grups de roques, no excessivament grans, i cal enfilar-se a les més altes per gaudir de les vistes sobre el Mataró natal d'en Punsola i un bon tram de costa. En una de les roques trobarem una placa amb aquesta quarteta del poeta:
| « | Avui queia la boirada mentre jo feia camí. On sou pins de la collada? On la vall que jo vegí? | » |

És ubicada a Cabrera de Mar: cal pujar pel carrer de Camí d'Agell fins al cementiri. Prenem un curt trencall asfaltat que hi passa per darrere, s'acaba i continua en camí. Al cap de 190 m de pujada suau, el camí s'aplana i comença a davallar. En aquest punt, surt un corriol a l'esquerra que s'enfila cap al turó. Una estaca indica cap al Castell de Burriac. El prenem i pugem guaitant cap a la dreta fins a veure les roques al cap d'uns 180 metres del trencall. Coordenades: x=449810 y=4598204 z=205.